# Giampaolo Baglioni
Giampaolo Baglioni (Perugia, 1470 circa – Roma, 11 giugno 1520) è stato un nobile e condottiero italiano, conte di Bettona e Spello e signore di Perugia.

## Biografia

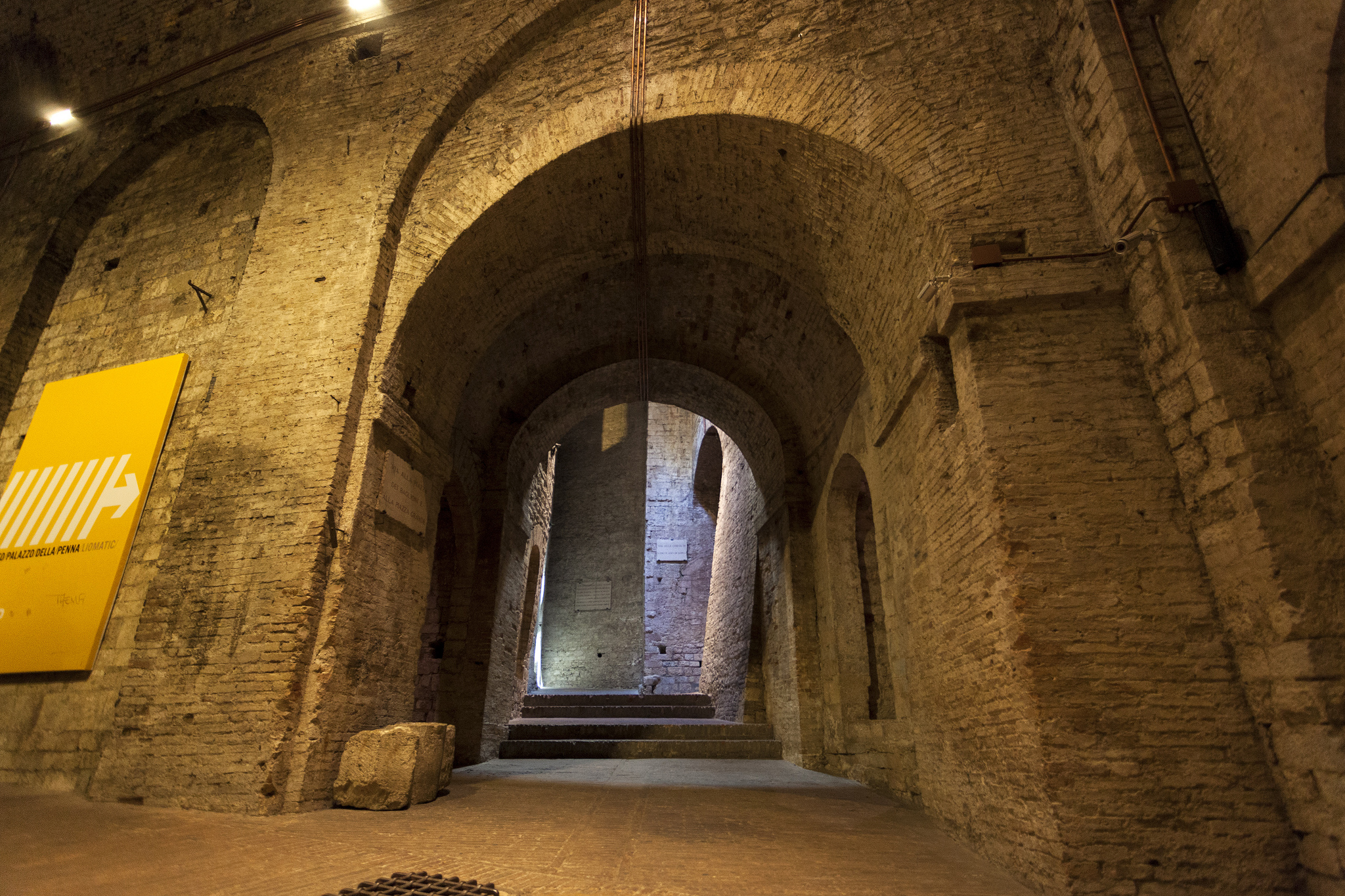
Le case di Giampaolo Baglioni nella Rocca Paolina di Perugia

Figlio di Rodolfo I e Francesca Baglioni, nacque a Perugia intorno al 1470. Da giovane fu subito utilizzato, insieme a Camillo Vitelli e Paolo Orsini, contro i fuoriusciti perugini che cercavano di impossessarsi della città a danno dei Baglioni; tra questi, vi era Bernardino Ranieri, che venne affrontato a Schifanoia, l'8 giugno 1491, dove Giampaolo e gli altri batterono il nemico e bruciarono l'abitato. Dopo aver transitato per Ripa e Resena, il 10 giugno il Baglioni, sempre con la stessa compagnia, assalì nuovamente il Ranieri, dando alle fiamme Civitella Benazzone.
Militò, a partire dal 1493, al servizio della Repubblica di Firenze durante la campagna contro Montepulciano, ribellatasi e confederatasi con la Repubblica di Siena, nonché nella guerra contro i veneziani e i pisani nel 1498. Partecipò inoltre al sostegno della fazione degli Atti a Todi (1494 e 1497) e all'operazione in opposizione dei conti di Sterpeto e i chiaravallesi.
In occasione della strage dei suoi fratelli e cugini, organizzata nella notte tra il 14 e il 15 luglio 1500 da Carlo I e Grifonetto Baglioni e da Girolamo della Penna (le cosiddette "nozze di sangue"), riuscì a salvarsi con l'aiuto di alcuni studenti dello studium perugino, che lo nascosero e lo fecero uscire dalla città travestito.
Raggiunto a Marsciano Vitellozzo Vitelli, ottenne le milizie necessarie per recuperare Perugia, dove il governo era stato assunto da Carlo I Baglioni e Girolamo della Penna, i quali fuggirono senza opporre resistenza. Giampaolo, con il padre Rodolfo I e con il cugino Adriano, s'impadronì del potere con l'appellativo di "difensore dell'ecclesiastico Stato di Perugia". Nel 1500 si pose al servizio della Repubblica di Siena e di papa Alessandro VI, combattendo nella guerra voluta dal pontefice contro i Colonna, espugnando Acquapendente, dove si era rifugiato Altobello da Canale, e, successivamente, Viterbo. Fu impegnato altresì nel conflitto ai danni del principato di Piombino, ma, quando Cesare Borgia aggredì il ducato di Urbino, temendo le mire pontificie su Perugia, patrocinò, con Pandolfo Petrucci, la dieta nel castello di Magione (tenutasi il 9 ottobre 1502), nella quale si unirono anche i Bentivoglio di Bologna e i Vitelli di Città di Castello. Il mese successivo, tuttavia, gli Orsini e i Bentivoglio dichiararono al convegno di Chianciano di preferire un accordo con Cesare Borgia, ed egli, sostenuto dai Vitelli e da Pandolfo Petrucci, cercò di dissuaderli. Nel momento in cui il duca Valentino, dopo la strage di Senigallia in cui furono assassinati Vitellozzo Vitelli e alcuni membri della famiglia Orsini, si diresse verso Perugia, nella quale entrò nel gennaio 1503, Giampaolo dapprima si ritirò a Siena, quindi a Lucca e Pisa. Morto il papa Alessandro VI, rientrò a Perugia con il sostegno della Repubblica di Siena e, presso Bracciano, sconfisse Cesare Borgia, fuggito da Roma, costringendolo a ritornare presso papa Giulio II, suo dichiarato nemico.
Sotto il pontificato di quest'ultimo, fu indotto a cercare la mediazione di Francesco Maria I della Rovere e del cardinale Francesco Alidosi e ad accordarsi col papa, accettandone le petizioni relative alla presenza stabile di un legato pontificio con diritto di ratifica delle deliberazioni delle magistrature perugine. A partire dal 1511 fu al soldo dei veneziani, riconquistando per la Serenissima Bergamo, Brescia, Verona e Vicenza.
Scomparso Giulio II, ritornò a Perugia per ristabilire la propria supremazia, ma già nella seconda metà del 1513 riprese il servizio presso la Repubblica di Venezia. Scaduta la condotta veneziana, aderì alla chiamata pontificia inerente, in quanto vassallo, all'arruolamento nell'esercito, ottenendo in cambio, nel 1516, l'investitura da parte di papa Leone X della contea di Bettona e Spello. Nel 1516, indi, in qualità di consigliere militare, seguì Lorenzo II de' Medici nelle ostilità contro il ducato di Urbino, ma il suo atteggiamento nei confronti della potente famiglia fiorentina divenne ambiguo a partire dall'anno seguente (1517), allorquando Francesco Maria I della Rovere tentò il recupero del suo Stato. Giampaolo infatti intravedeva nella politica medicea una continuità ideale con quanto attuato nel decennio precedente dai Borgia. Per questo papa Leone X, temendo un'alleanza tra i Baglioni e i Della Rovere, lo fece arrestare nel marzo 1520 e rinchiudere nel Castel Sant'Angelo, ove fu decapitato la notte dell'11 giugno successivo.
Fu sepolto nella chiesa di Santa Maria in Traspontina, a Roma, ma la sua tomba, a causa del rifacimento del tempio – papa Pio IV lo fece demolire per motivi militari – , non esiste più.
Pochi personaggi del Rinascimento italiano hanno lasciato una reputazione così dibattuta quanto Giampaolo Baglioni. Contro di lui si abbatté l'ostilità di molti studiosi del passato che hanno sottolineato i suoi errori e defezioni senza tener conto delle sue indubbie qualità e capacità. Francesco Guicciardini, Niccolò Machiavelli e Scipione Ammirato furono contrari e duramente critici nei confronti della sua avventurosa vita. Soltanto alcuni storici locali evidenziarono alcuni lati positivi di Giampaolo. Tra questi vi fu Luigi Bonazzi che nella sua opera Storia di Perugia dalle origini al 1860 scrisse che fu sempre «umano e gentile quando non si trattava di interessi perugini o di gravi torti da vendicare».